# سيريل إس. مورتون
كان القس سيريل شادفورث مورتون (1885 - 13 يوليو 1947) رجل دين وجامع طوابع بريطاني، وقّع على قائمة هواة جمع الطوابع المتميزين عام 1936.
كان لدى مورتون مجموعة طوابع جامايكا الحائزة على الجوائز.